# FUTURE STAGE CREATIONS
FUTURE STAGE CREATIONS（フューチャーステージクリエイションズ）は、テレビCM、映画など映像作品の企画・演出・制作およびイベントの運営を行う、シンガポールに本社を置く企画・制作会社である。海外ニュース情報のリサーチ・映像取材を行っている。2017年の金正男暗殺事件では、日本のフジテレビの記者とともに暗殺時のスクープ映像を入手している。

## 概要
本社(シンガポール)の他、ロンドン（イギリス）、ジャカルタ（インドネシア）、クアラルンプール（マレーシア）、マニラ(フィリピン)、ベトナム、カンボジアに各支店事務所がある。

## 沿革
- 2004年10月 4日 - シンガポールでTHE MISSION（有限会社）として創業。
- 2004年11月18日 - 子会社 FUTURE STAGE ARTISTS LLP（有限会社）をイギリスに設立。 落語家 笑福亭鶴笑のイギリスでの講演を行う
- 2005年1月11日 - 企業名をTHE MISSION（有限会社）からFUTURE STAGE（有限会社）に変更。
- 2005年1月11日 - 子会社 FUTURE STAGE ARTISTS（有限会社）をシンガポールに設立。
- 2005年6月15日 - 業種を有限会社から株式会社へ変更し企業名をFUTURE STAGE（有限会社）からFUTURE STAGE PTE LTDに変更。
- 2008年3月21日 - 子会社 GLOBAL SOUND AND MEDIA PUBLISHING（有限会社）をシンガポールに設立。
- 2012年4月10日 - 資本金を8,000万円に増資。
- 2015年3月4日 - 資本金を3,000万円に減資。

## 作品（撮影コーディネーション）
- モヤモヤさまぁ〜ず2 シンガポール編 （テレビ東京系列）
- ソーシャルトリップ〜スマホ1つで世界に飛び出せ〜 シンガポール編 （テレビ東京系列）
- 高田純次のアジアぷらぷら シンガポール編 （BS TwellV）
- トラベリックス 〜世界体感旅行〜 シンガポール編　(BS日本)
- 世界の果てまでイッテQ! シンガポール編 （日本テレビ系列）
- 週末のシンデレラ 世界!弾丸トラベラー シンガポール編 （日本テレビ系列）
- NEWS ZERO シンガポール （日本テレビ）
- ネプ&イモトの世界番付 マレーシア〜シンガポール編 （日本テレビ系列）
- 2018年米朝首脳会談 中継
- マツコ会議 シンガポール編・インドネシア編
- マツコの知らない世界 マレーシア編
- SMBC SINGAPORE OPEN 中継
- 2018年アジア競技大会 TBS アジア大会2018ジャカルタ
- 世界くらべてみたら  シンガポール編・インドネシア編・ベトナム編・スリランカ編
- 内村のツボる動画 （テレビ東京系列）
- DAIGOの!世界きまぐれリモートツアー シンガポール編・インドネシア バリ島編・カンボジア編 (BS日本)

## 作品（コマーシャル）
- トヨタ「Avanza」2012 トヨタ自動車
- トヨタ「86」東南アジア版 トヨタ自動車
- トヨタ「Lexus GS450h」東南アジア版 トヨタ自動車
- トヨタ「ALTIS」2011 東南アジア版 トヨタ自動車
- POND'S マレーシア版 Pond's Malaysia
- 興和企業映像 東南アジア版 興和株式会社
- MTG PAO シンガポール版 株式会社MTG
- YOKOGAWA 100周年記念CM
- JTB 夏旅 Singapore CM
- 椿本チエイン 100周年記念CM
- 関西ペイント 100周年記念CM
- オーシャン ネットワーク エクスプレス(Ocean Network Express Pte. Ltd.)コーポレートCM
- シンガポール政府観光局 オンラインキャンペーンCM

## 作品（テレビ番組）
- Food Heaven (Mediacorp TV , TV mobile)
- Hello Tokyo 2013 (Starhub TV)
- WAKUWAKU JAPAN, Indonesia TV program Quiz Surprise Japan